# Su Rong
Su Rong, född 1948 i Taonan, Kina, är en före detta kinesisk politiker. Han började sin politiska bana i hemstaden Jilin. Han fick sedermera poster som partichef för Kinas kommunistiska parti i provinserna Qinghai, Gansu och Jiangxi. I mars 2013 blev han vice ordförande för Kinesiska folkets politiskt rådgivande konferens. I juni 2014 blev han avsatt från sina tjänster för Kommunistpartiet på grund av misstankar om korruption. Han är en av de högst rankade korruptionsmisstänkta sedan Xi Jinping blev partiet generalsekreterare 2012.